# Xian de Gaoqing
Le xian de Gaoqing (高青县 ; pinyin : Gāoqīng Xiàn) est un district administratif de la province du Shandong en Chine. Il est placé sous la juridiction de la ville-préfecture de Zibo.

## Démographie
La population du district était de 355 405 habitants en 1999.